# 国立北平研究院
国立北平研究院是中华民国大陆时期的综合性国立研究机构，1929年在北平成立，1949年为中国科学院接管。

## 历史

### 筹备
1927年在国民政府筹备中央研究院的过程之中，北平大学校长李石曾提出了同时设立地方性研究院的建议。1928年9月，中国国民党中央政治会议通过了建立北平大学研究院的建议。1929年8月，行政院会议通过了由教育部部长蒋梦麟提出的“国立北平研究院”之名，并决定其性质是与中央研究院独立的地方性学术机构。此后，教育部任命李石曾为国立北平研究院院长。1929年9月9日，国立北平研究院正式成立。

### 初期（1929年－1935年）
最初北平研究院为“院－部－所”的三级组织架构，共设有十部，分别为总务部、出版部、海外部三个行政部门，以及天算部、理化部、生物部、人地部、群治部、文艺部、国学部七个学术部门。各学术部门又下设若干研究所（研究会），具体如下：
- 天算部：测候所
- 理化部：物理学研究所、镭学研究所、化学研究所、药物研究会、水利研究会
- 生物部：生物学研究所（1934年改为生理学研究所）、植物学研究所、动物学研究所
- 人地部：地质学研究所、史学研究会
- 郡治部：经济研究会、自治试验村事务所
- 文艺部：字体研究会

### 中期（1935年－1945年）
1935年7月，北平研究院考虑到“力求办事敏捷及增加工作效率”，由三级架构改为“院－所（会）”的二级组织架构。其中取消了行政各部门，并设立总办事处。各研究所（研究会）则改为直属院长领导（1936年史学研究会改为史学研究所）。
1935年起因形势所迫，北平研究院开始将部分研究机构迁离：镭学、药物研究所最先迁往上海，此后地质学研究所迁往南京，史学研究会有部分迁往陕西，植物学研究所迁往武汉并与西北农林专科学校联合成立中国西北植物调查所。
抗日战争爆发后，李书华副院长于1938年4月在昆明设立北平研究院办事处。物理学、化学、生理学、动物学、史学等研究所相继迁往昆明，而经济研究会、水利研究会等都能因经费问题而停办，在上海的镭学、药物研究所也因经费问题而脱离。1944年原在武汉的植物研究所也迁往昆明。

### 后期（1945年－1949年）
抗日战争结束后，北平研究院各研究机构除药物、生理学研究所与物理研究所结晶学研究室回到上海外，其余都陆续回到北平。1945年10月，国民政府公布《国立北平研究院组织条例》，规定研究院下设物理学、原子学、化学、药物、生理学、动物学、植物学、史学共八个研究所。
1948年，北平研究院又设立了院务会议与学术会议。1949年10月中华人民共和国成立后，北平研究院被中国科学院所接管。

## 学术会议会员
1948年北平研究院成立了由13人组成的学术会议筹备委员会，决议由院务会议推举学术专家为学术会议会员，并由院长聘任。以下为学术会议会员名录：
| 组别       | 当然会员                   | 会员                                                                                   |
| ---------- | -------------------------- | -------------------------------------------------------------------------------------- |
| 天算组     |                            | 熊庆来、江泽涵、陈省身、赵进义、李珩、张云                                             |
| 理化组     | 李书华、严济慈、周发岐     | 吴有训、叶企孙、饶毓泰、马士修、庄长恭、吴宪、曾昭抡、杨石先、黄子卿、吴学周、林世瑾   |
| 生物组     | 李石曾、朱洗、张玺、刘慎谔 | 陈桢、秉志、胡先骕、戴芳澜、张景钺、周太玄、童第周、胡经甫                             |
| 地学组     |                            | 翁文灏、李四光、杨钟健、袁复礼、孙云铸、尹赞勋、裴文中、李士林、竺可桢、黄国璋、张印堂 |
| 农学组     |                            | 刘大悲、戴松恩、冯泽芳、汤佩松、俞大绂                                                 |
| 工学组     |                            | 刘仙洲、魏寿昆、李书田、朱物华、侯德榜、张克忠、顾毓珍                                 |
| 医药组     | 赵承嘏                     | 林可胜、陈克恢、汤飞凡、朱恒璧、戚寿南、李宗恩、朱广相                                 |
| 史学组     | 徐炳昶                     | 陈垣、陈寅恪、顾颉刚、姚从吾、张星烺、董作宾、汤用彤、李俨                             |
| 文艺组     |                            | 吴敬恒、张元济、胡适、沈尹默、谢寿康、陆志韦、朱光潜、魏建功                           |
| 社会科学组 |                            | 王宠惠、顾孟余、陶孟和、何基鸿、杨端六、陈序经、崔敬伯、费孝通、吴克刚、罗喜闻         |